# Жофроа I Вилерден
Готфрид или Жофроа I Вилерден (фр. Geoffroi Ier de Villehardouin; око 1169 - око 1229) је био учесник Четвртог крсташког рата и кнез Ахаје од 1209. до 1229. године.

## Биографија
Жофроа је био најстарији син Жана Вилердена и Целине од Бриела. У Четврти крсташки рат пошао је заједно са својим ујаком, Жофроа де Вилардуеном, познатим хроничарем. Жофроа је био један од крсташких барона који су предузели поход на Сирију. Због тога није учествовао у освајању Цариграда 1204. године. Након што је чуо да је византијска престоница освојена, запловио је ка граду. Међутим, лоше време га је натерало да се искрца у Модон на југу Пелопонеза где је провео зиму 1204/1205. године. У Модону је ступио у савез са грчким архонтом Месеније са којим је кренуо у освајање западног Пелопонеза. Међутим, Грк је убрзо умро чиме је савез раскинут. Када је сазнао да се војска Бонифација I Солунског (1204-1207) налази пред Науплијом, одлучио је да потражи помоћ. Придружио се краљевим снагама 1205. године. Заједно са Вилијамом Шамплитом предузео је освајање Пелопонеза. Двојица пријатеља добила су дозволу од краља за своју кампању. Њихова војска састојала се од 100 витезова и 400 најамника. Пелопонез је освојен, а Вилијам Шамплит је постао први кнез Ахаје (1205-1209), у вазалном односу према солунском краљу. Жофроа је добио Каламату и Месенију у феуд. Међутим, Модон су убрзо заузели Млечани (у складу са споразумом закљученим пре освајања града), а Жофроа је за узврат од Шамплита добио Аркадију. Шамплит је 1208. године отпутовао у Француску како би преузео баштину свога оца. Његов синовац, Иго, одређен је за намесника. Жофроа је постављен на власт до Игоовог доласка. Међутим, и Иго и Вилијам су убрзо умрли. Латински цар Хенри I (1206-1216) прогласио је Жофроа за кнеза Ахаје. Ахајски кнез је од тада био вазал латинског цара. Жофроа је јуна 1209. године постао и млетачки вазал за све земље које се протежу од Коринта до Наварина (Пилоса). Венеција је стекла право слободне трговине у кнежевини.
У наредним годинама Жофроа је проширио своје територије. Уз помоћ Ото де ла Роша, атинског војводе, Жофроа је 1209. или 1210. године освојио Акрокоринт одакле су најпре Лав Сгурос, а затим и Теодор Комнин Дука, одолевали нападима крсташа. Науплиа је такође освојена у наредним месецима, а почетком 1212. године пао је Аргос где се Теодор Комнин склонио. Када су Албертино и Роландино напустили Тебу, Господство Теба подељено је између атинског војводе и ахајског кнеза. Жофроа је запленио многе црквене поседе, упркос захтевима свештенства да се она врате цркви. Морејска хроника наводи да је црква одбила да финансира Вилерденове ратове након чега јој је он одузео део имовине којим је финансирао изградњу моћног замка Клермон. Латински патријарх Гервасије га је екскомуницирао и на Ахају бацио интердикт. Међутим, на Вилерденов захтев, папа Хонорије III је наложио патријарху да скине екскомуникацију року од недељу дана (11. фебруар 1217). Патријарх је бацио нову забрану на Ахају што је изазвало противљење папе. Вилерден је дошао у сукоб са папским изаслаником Ђованијем Колоном који је 1218. године путовао по Пелопонезу. Папа је на захтев локалних свештеника потврдио екскомуникацију ахајског кнеза (21. јануар 1219). Сукоб је трајао све до 1223. године када је Вилерден послао изасланике у Рим. Они су ступили у преговоре са папством. Папа је 4. септембра 1223. године потврдио споразум између кнеза и ахајских свештеника. Цркви је враћена имовина.
Теодор Анђео Дука Комнин, сада деспот Епира, је у међувремену опседао Солун. Жофроа, упркос папским позивима, није послао помоћ граду који се предао 1224. године. Тиме је Солунска краљевина престала да постоји. Вилерден је умро између 1228. и 1230. године. Сахрањен је у цркви Светог Јакова у Андравиди.

## Породично стабло
|  |                      |  |  |  |  |  |  |  |  |  |  |  |  |  |  |  |
|  | 2. Жан Вилерден      |  |  |  |  |  |  |  |  |  |  |  |  |  |  |  |
|  |                      |  |  |  |  |  |  |  |  |  |  |  |  |  |  |  |
|  |                      |  |  |  |  |  |  |  |  |  |  |  |  |  |  |  |
|  | 1. Жофроа I Вилерден |  |  |  |  |  |  |  |  |  |  |  |  |  |  |  |
|  |                      |  |  |  |  |  |  |  |  |  |  |  |  |  |  |  |
|  |                      |  |  |  |  |  |  |  |  |  |  |  |  |  |  |  |
|  | 3. Целина од Бриела  |  |  |  |  |  |  |  |  |  |  |  |  |  |  |  |
|  |                      |  |  |  |  |  |  |  |  |  |  |  |  |  |  |  |
|  |                      |  |  |  |  |  |  |  |  |  |  |  |  |  |  |  |